# Узаков, Руслан Яркулович
Руслан Яркулович Узаков (6 марта 1967, Навои, Узбекская ССР) — советский, узбекский и российский футболист, защитник; тренер.

## Биография
Родился в городе Навои Узбекской ССР. С 8 лет занимался в детской спортивной школе. В 17 лет попал в состав клуба второй лиги «Зарафшан», в которой провёл 7 сезонов. В 1991 году перешёл в команду высшей лиги «Пахтакор» Ташкент, провёл 20 матчей. В 1992 году перешёл в запорожское «Торпедо». Летом 1993 оказался в «Шахтёре» Донецк. Узакова не могли заявить первые 7 туров; в сентябре — ноябре он сыграл три матча в чемпионате и два — в Кубке Украины. Сезлн-1994 отыграл в команде третьей российской лиги «Шахтёр» Шахты. В 1995 году перешёл в клуб второй лиги «Носта» Новотроицк к тренеру Борису Лаврову, с которым ранее работал в «Зарафшане». Чере пару лет стал капитаном команды. 2002 год провёл в «Газовике» Оренбург, в 2003 году вернулся в «Носту», в следующем году завершил карьеру.
В 1997 и 1999 годах сыграл три игры за сборную Узбекистана.
После окончания карьеры игрока работал с детскими командами «Носты», в марте 2010 — июле 2012 — директор ДЮСШ. С июля 2013 — тренер ФК «Челябинск», с июня 2016 — главный тренер.